# Lloyd Battista
Lloyd McAteer Battista (* 14. Mai 1937 in Cleveland, Ohio) ist ein US-amerikanischer Schauspieler und Drehbuchautor.

## Leben
Battista studierte Schauspiel an der „Carnegie Tech’s Drama School“ und war anschließend in vielfältiger Weise tätig. Am Broadway und auf Off-Broadway-Bühnen aktiv, spielte er in Chicago in „Sexual Perversity“ und mit der Royal Shakespeare Company in „The Homecoming“. Für das Fernsehen war er in zahlreichen Gastauftritten für Serien zu sehen sowie in der Mini-Serie Texas und etwa einem Dutzend Fernsehfilmen. Fünf Jahre lang spielte er in der CBS-Serie Love of Life. Seine Nebenrollen in Filmen werden vor allem durch seine Zusammenarbeit mit Tony Anthony bestimmt, für dessen Filme er auch an den Drehbüchern beteiligt war. Im Radio war Battista zwischen 1974 und 1982 als Sprecher des „Mystery Theatre of the Air“ zu hören. Als Synchronsprecher übernahm er u. a. eine Rolle in Feivel der Mauswanderer & seine Freunde.
Neben seiner schauspielerischen Tätigkeit war er auch mehrfach als Regisseur aktiv; so inszenierte er in New York, Pittsburgh und Cleveland sowie für eine BBC-Radioserie. 1996 erschien ein Buch, in dem sich Battista als Restaurantkritiker betätigte, „The Nose knows“.

## Filmografie (Auswahl)
- 1964: Neues Abenteuer mit Flipper (Flipper’s New Adventure)
- 1968: Der Schrecken von Kung Fu (Lo straniero di silenzio)
- 1970: Chisum
- 1971: Blindman, der Vollstrecker (Blindman)
- 1975: Die letzte Nacht des Boris Gruschenko (Love and Death)
- 1975: Time Breaker (Get mean, auch Drehbuch)
- 1983: Das Geheimnis der vier Kronjuwelen (El tesoro de las cuatro coronas, nur Drehbuch)
- 2003: In Hell – Rage Unleashed (In Hell)